# 灌装机
灌装机也稱为填装机，是用于灌装食品、饮料或者其它产品到特定容器里的機器。根据产品的不同，可以分为螺旋式粉末灌装机、振动式颗粒灌装机、自流式液体灌装机、活塞式膏体灌装机、数粒式片剂灌装机等，填充容器有瓶子、罐子或袋子等。

## 分类
通常，灌装机有以下几种不同的类型：

### 螺旋灌装机
螺旋灌装机旨在通过螺旋填充干燥的粉剂、及粉剂混合物，所以也被成为“粉剂灌装机”。螺旋式粉末灌装机具有一个形状类似倒锥形的料斗，可将混合物固定并使用由搅拌器控制的螺旋输送器将其放入容器中。将粉剂或者粉剂混合物填充到由纸或聚乙烯制成的小袋中，并用加热器和模具密封小袋。与粉末供应过程的接口对于确保有效填充至关重要。

### 振动式灌装机
振动式灌装机通过振动将颗粒类的产品振动到称量斗中，并通过下料信号灌装到指定的容器里。该机器可以兼顾准确性、速度和多功能性。每个称重料斗均设计为满足精确称重的独特需求。

### 自流式液体灌装机
自流式液体灌装机设计用于无粘性的液体灌装。这些灌装机是在装满进入机器的瓶子或盛水桶时进行设计的，将已打开的瓶子倒回到另一个输送机上进行密封。

### 活塞式膏体灌装机
活塞式膏体灌装机最初设计仅用于填充面霜、凝胶和乳液等高粘稠度的膏体类产品，后期通过演变还可以灌装类似于水的特性的低粘稠度，或者无粘稠度的液体产品。活塞式膏体灌装机可以填充美容霜、浓稠调味料、洗发液、护发素、蜂蜜、发胶、糊状清洁剂和汽车蜡等产品。

### 数粒式片剂灌装机
数粒式片剂灌装机的设计用于按件而不是重量计算的产品。此类灌装机为小瓶而设计（类似于某些流动灌装机），但灌装机的料斗设置为允许对药片或糖果片进行扫描计数。